# Vieremä
Vieremä è un comune finlandese di 3427 abitanti, situato nella regione del Savo Settentrionale.